# Bogusław Fryderyk Radziwiłł
Bogusław Fryderyk Radziwiłł herbu Trąby (ur. 3 stycznia 1809 w Królewcu, zm. 2 stycznia 1873 w Berlinie) – pruski generał; z berlińskiej linii magnackiego rodu Radziwiłłów. 
Syn Antoniego Henryka Radziwiłła i księżniczki Luizy Pruskiej z Hohenzollernów; brat Wilhelma i Elizy, ojciec m.in. Edmunda i Ferdynanda.
W 1848 roku głosował przeciwko przyłączeniu Wielkiego Księstwa Poznańskiego do Związku Niemieckiego, od 1854 członek pruskiej Izby Panów. Sympatyk niemieckiej Katolickiej Partii Zentrum.
XI ordynat na Ołyce, II ordynat przygodzicki. Patron kościoła farnego w Ostrowie Wlkp. Fundator budynku ostrowskiego sądu niem. Amts und Landsgericht. Zaangażował się przy budowie Królewskiego Gimnazjum Męskiego w Ostrowie.